# Maria Alexandrovna a Rusiei
Marea Ducesă Maria Alexandrovna a Rusiei (mai târziu Ducesă de Edinburgh și Ducesă de Saxa-Coburg și Gotha; (n. 17 octombrie 1853, Țarskoe Selo, Gubernia Sankt Petersburg⁠(d), Imperiul Rus – d. 24 octombrie 1920, Zürich, cantonul Zürich, Elveția) a fost fiica țarului Alexandru al II-lea al Rusiei și a Mariei Alexandrovna. Maria a fost soția Prințului Alfred, Duce de Edinburgh, al doilea fiu al reginei Victoria. Maria Alexandrovna a Rusiei a fost mama reginei Maria a României.

## Primii ani

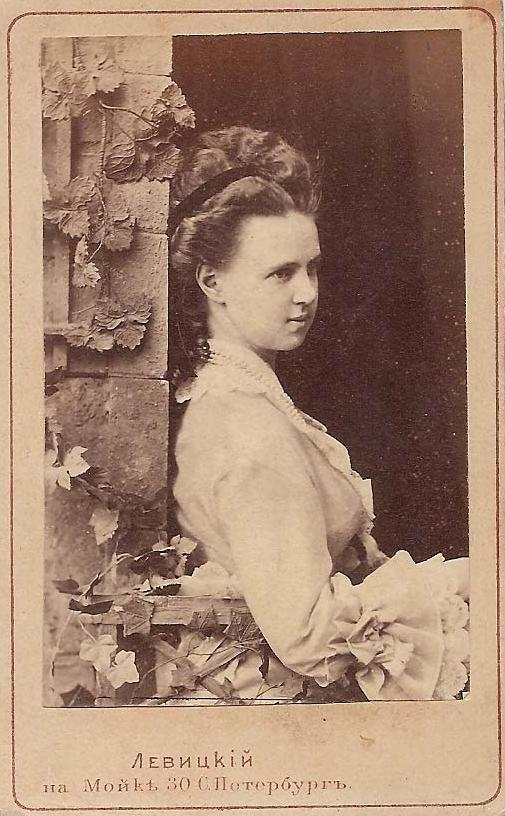
Marea Ducesă Maria Alexandrovna a Rusiei, 1870

Marea Ducesă Maria Alexandrovna s-a născut la 17 octombrie 1853 la Țarskoe Selo. A fost al șaselea copil și singura fiică care a supraviețuit copilăriei, dintre cei opt copii, a Țarului Alexandru al II-lea al Rusiei și a soției acestuia, Maria Alexandrovna, născută Ducesa Maximilienne Wilhelmine de Hesse-Darmstadt.
La momentul nașterii sale, bunicul ei, Țarul Nicolae I, domnea în Rusia iar tatăl ei era Țarevici. În 1855, când Maria Alexandrovna avea 17 ani, Nicolae I a murit și tatăl ei a devenit noul împărat al Rusiei. Marea Ducesă a crescut ca singura fată printre cei patru frați mai mari și doi mai mici. Nu și-a cunoscut sora mai mare, Alexandra, care a murit la vârsta de șase ani și jumătate, înainte de nașterea ei. Maria Alexandrovna însăși a fost aproape de moarte de o boala gât, la vârsta de șapte ani.
Copilăria și-a petrecut-o în palate mari și luxoase pe moșii deținute de Romanovi. Principala reședință a familiei era Palatul de Iarnă din Sankt Petersburg care avea 1600 de camere. Vara, familia stătea la Palatul Peterhof, un complex mare cu ferme, vile și diverse pavilioane în Golful Finlandei. De la sfârșitul verii până iarna, familia imperială se muta la Țarskoe Selo, orașul regal unde Romanovii dețineau palatul Caterina și palatul Alexandru. În insula copiilor, situată într-un iaz în parcul palatului Alexandru, Maria Alexandrovna a avut propria ei căsuță, pe care a folosit-o cu frații ei ca pe un teatru. Tatăl ei a adaugat o fermă, construită pentru plăcerea ei. Ambii părinți au fost afectuoși cu ea. Pentru Țarul Alexandru al II-lea, ea a fost copilul favorit și îi plăcea să-și petreacă timpul cu ea. Împărăteasa a fost o mamă afectuoasă însă fizic rece cu copii ei. Țarina suferea de plămâni slabi și a trebuit să se deplaseze în mod constant în Germania și sudul Europei ca să scape de durele ierni rusești. Adesea Țarina lua pe cei trei copii mai mici cu ea în aceste călătorii. Drept consecință, Maria Alexandrovna a devenit mai apropiată de cei doi frați mai mici, Serghei și Pavel.  Înconjurată doar de frați, Maria a crescut ca un băiețoi, cu un caracter independent și o voință puternică.
Maria a fost educată la curtea rusă sub stricta atenție a guvernantei sale, contesa Alexandrine Tolstoi. Maria Alexandrovna a fost prima Mare Ducesă care a fost crescută de bone englezești și a vorbit fluent engleza. În afara limbei ruse native, ea vorbea fluent germana, franceza și engleza.  În august 1867, în timp ce familia stătea la Palatul Livadia din Crimeea, Mark Twain a ăntâlnit-o pe Maria Alexandrovna și pe părinții ei. Faimosul scriitor american a descris-o cu "ochi albaștri, modestă și frumoasă". Ca mulți dintre contemporani, Twain  a observat influența pe care tânăra Marea Ducesă o avea asupra tatălui ei. "Ea este absolut autentică și nu se schimbă niciodată în fața străinilor", observa doamna ei de onoare Anna Tiutceva (1829-1889), o fiică a celebrului poet Fiodor Tiutcev, adăugând că "ea este obișnuită să fie în centrul atenției". Tiutceva a descris-o ca "încăpățânată și intransigentă".

## Căsătoria

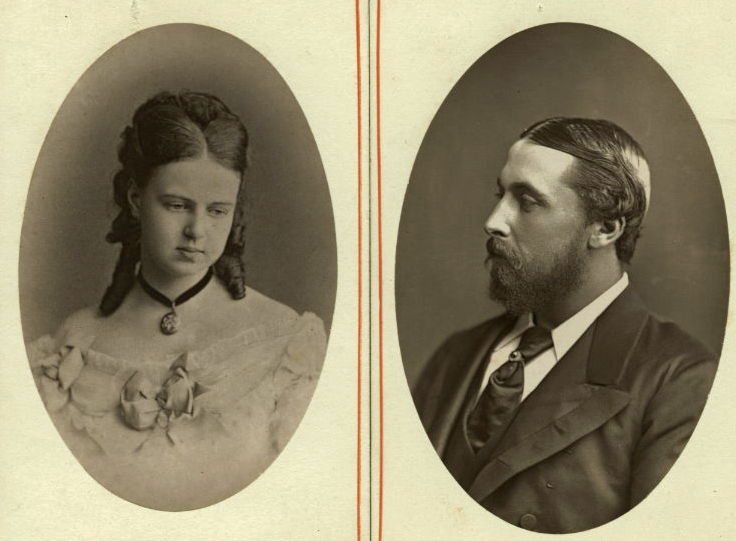
Maria Alexandrovna și Prințul Alfred

În timpul unei vizite a rudelor materne, la Jugenheim, în vara anului 1868, Marea Ducesă Maria Alexandrovna, pe atunci în vârstă de 15 ani, l-a întâlnit pe Alfred, Duce de Edinburgh. Prințul Alfred, al doilea fiu al reginei Victorie, era un tânăr timid și frumos cu o carieră în marina navală britanică. El își vizita sora, Prințesa Alice, care era căsătorită cu vărul primar al Mariei Alexandrovna. Turul în jurul lumii al lui Alfred cu Royal Navy l-a ținut departe pentru următorii doi ani. Maria și Prințul Alfred s-au văzut din nou în vara anului 1871, când Alexandru al II-lea și soția sa își vizitau rudele la Schloss Heiligenberg. 
Țarul și Țarina erau însoțiți de Maria în vârstă de 17 ani și de doi dintre frații ei mai mari. S-a întâmplat ca Alfred să fi fost și el acolo împreună cu Prințul și Prințesa de Wales. În timpul acelei veri, Maria și Alfred s-au simțit atrași unul de altul, petrecându-și timpul plimbându-se și stând de vorbă. Amândoi iubeau muzica; Alfred era un violonist amator entuziast, în timp ce Maria cânta la pian. Deși își doreau să se căsătorească, nu s-a anunțat nici o logodnă și Alfred s-a întors în Anglia.

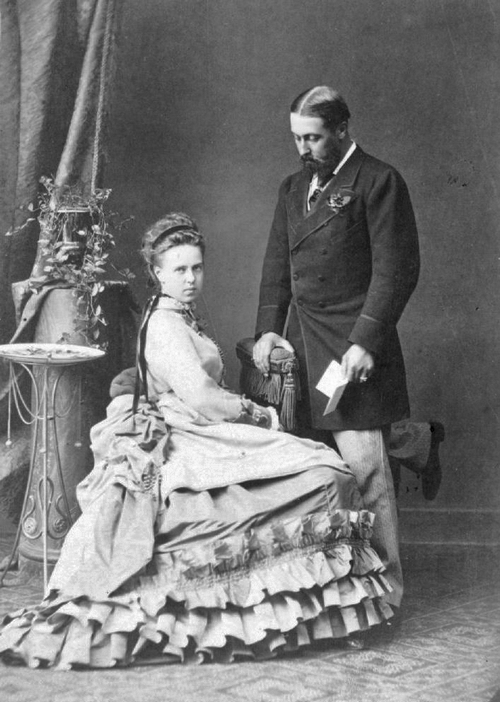
Marea Ducesă Maria Alexandrovna și Prințul Alfred. Fotografie de la logodnă, 1873.

Părinții ei era împotriva căsătoriei. Alexandru al II-lea nu voia să-și piardă fiica, de care era profund atașat. De asemenea, Țarul nu-și dorea un ginere britanic, din cauza sentimetului general anti-britanic în Rusia în urma Războiului din Crimeea. Țarina găsea obiceiurile englezești ca ciudate și pe englezi reci și neprietenoși. Era convinsă că fiica ei nu ar fi fericită acolo. Totuși, negocierile de căsătorie au început în iulie 1871 însă au fost stagnate în 1872.
Regina Victoria era de asemenea împotriva căsătoriei. Nici un prinț britanic nu se căsătorise vreodată cu o Romanov, și ea a prevăzut probleme în legătură cu religia ortodoxă a Mariei și educația rusă. Regina considera că Rusia era, în general, "neprietenoasă" față de Marea Britanie. Victoria a fost, de asemenea, suspicioasă în legătură cu mișcările ruse în India. Prin urmare, regina a fost consternată atunci când a auzit că negocierile oficiale au fost reluate în ianuarie 1873. Au existat zvonuri că la Sankt Petersburg Maria Alexandrovna s-a compromis cu Prințul Golitsin și că familia ei era nerăbdătoare s-o vadă stabilită la casa ei. Alfred a refuzat să creadă zvonurile și era pregătit să lupte pentru căsătoria cu persoana pe care el o iubea. Prin urmare, regina Victoria și-a înghițit mândria și nu a spus nimic. Ambele mame au continuat să caute alți parteneri pentru copiii lor, dar Alfred și Maria nu voiau pe nimeni altcineva. Cum Țarina eșuase în încercarea de a găsi un prinț german acceptabil pentru fiica ei, o întâlnire între Alfred, Țarină și Maria a avut loc la Sorrento, Italia la mijlocul lunii aprilie 1873. În acel an, a existat o dispută anglo-rusă asupra graniței cu Afganistanul. Miniștrii reginei s-au gândit că o căsătorie ar putea ajuta la reducerea tensiunii dintre cele două țări.

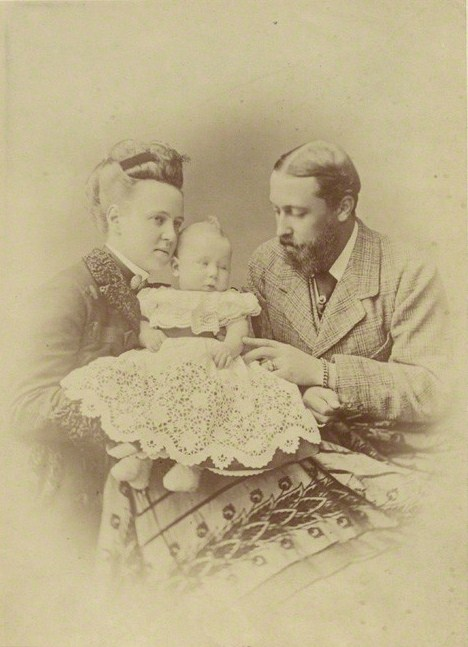
Maria și Alfred cu cel de-al doilea copil al lor, Missy, viitoarea regină Maria a României.

În iulie 1873, Alfred s-a întâlnit la Jugenheim cu Țarul. La 11 iulie el a cerut mâna Mariei Alexandrovna iar ea a acceptat. El avea aproape 29 de ani, ea 19. Alfred a trimis o telegramă din Germania mamei sale: "Maria și cu mine ne-am logodit în această dimineață. Nu pot spune cât sunt de fericit. Sper ca binecuvântarea ta să ne vegheze". Regina a trimis felicitările ei însă în jurnal a notat la 11 iulie 1873: "Neștiind-o pe Marie, și realizând că pot fi multe dificultăți, gândurile și sentimentele mele sunt destul de amestecate". Când i-a dat vestea fiicei ei celei mari, Prințesa Moștenitoare a Prusiei, regina Victoria a spus simplu: "Crima s-a produs".
Țarul a oferit ca zestre fiicei sale suma de 100.000 de lire, plus un venit anual de 32.000 de lire. De asemenea, el a dăruit singurei sale fiice unele dintre cele mai valoroase bijuterii ale Romanovilor, inclusiv safirele pe care le-a moștenit de la mama sa, împărăteasa Alexandra Feodorovna, precum și o parură care a aparținut Ecaterinei cea Mare. Ca dar de nuntă, Țarul a comandat bijutierului curții o parură spectaculoasă din diamante și rubine. Celelalte bijuterii au inclus o tiară din diamante, care de asemenea, putea fi purtată drept colier. Alfred a fost numit șef onorific al unui regiment rus și chiar o navă rusească a fost numită după el.
La o săptămână după logodnă, alianța anglo-ruso a experimentat prima criză. Regina Victoria a cerut Țarului să o aducă pe Maria în Scoția, astfel încât ea să-și poată întâlni viitoarea noră. Alexandru al II-lea a refuzat. Țarina a sugerat în schimb că ei s-ar putea întâlni la Köln. Regina a numit aceasta "impertinență pură". Victoria, de asemenea, s-a făcut nepopulară refuzând oferta Țarului de a face pe Prințul de Wales colonelul unui regiment rusesc și cerând ca o slujbă anglicană de căsătorie să aibă loc la Sankt Petersburg, alături de ceremonia ortodoxă. Însă Maria Alexandrovna era fericită: "Cât sunt de fericită că am să fiu a lui. Simt că iubirea mea pentru el crește în fiecare zi. Am un sentiment de pace și fericire inexprimabilă și o nerăbdare fără margini de a fi cu el".
La 4 ianuarie 1874, Alfred a ajuns la Sankt Petersburg pentru nuntă și a stat la Palatul de Iarnă. Ceilalți oaspeți britanici au sosit la 18 ianuarie. Nunta a fost celebrată la 23 ianuarie 1874 la Palatul de Iarnă. Regina Victoria a fost reprezentată de fiul ei cel mare, Eduard, Prinț de Wales, și de soția acestuia, Alexandra, care era sora Țarinei Maria Feodorovna. Fiica cea mare a Victoriei împreună cu soțul ei au fost și ei prezenți.

## Ducesă de Edinburgh

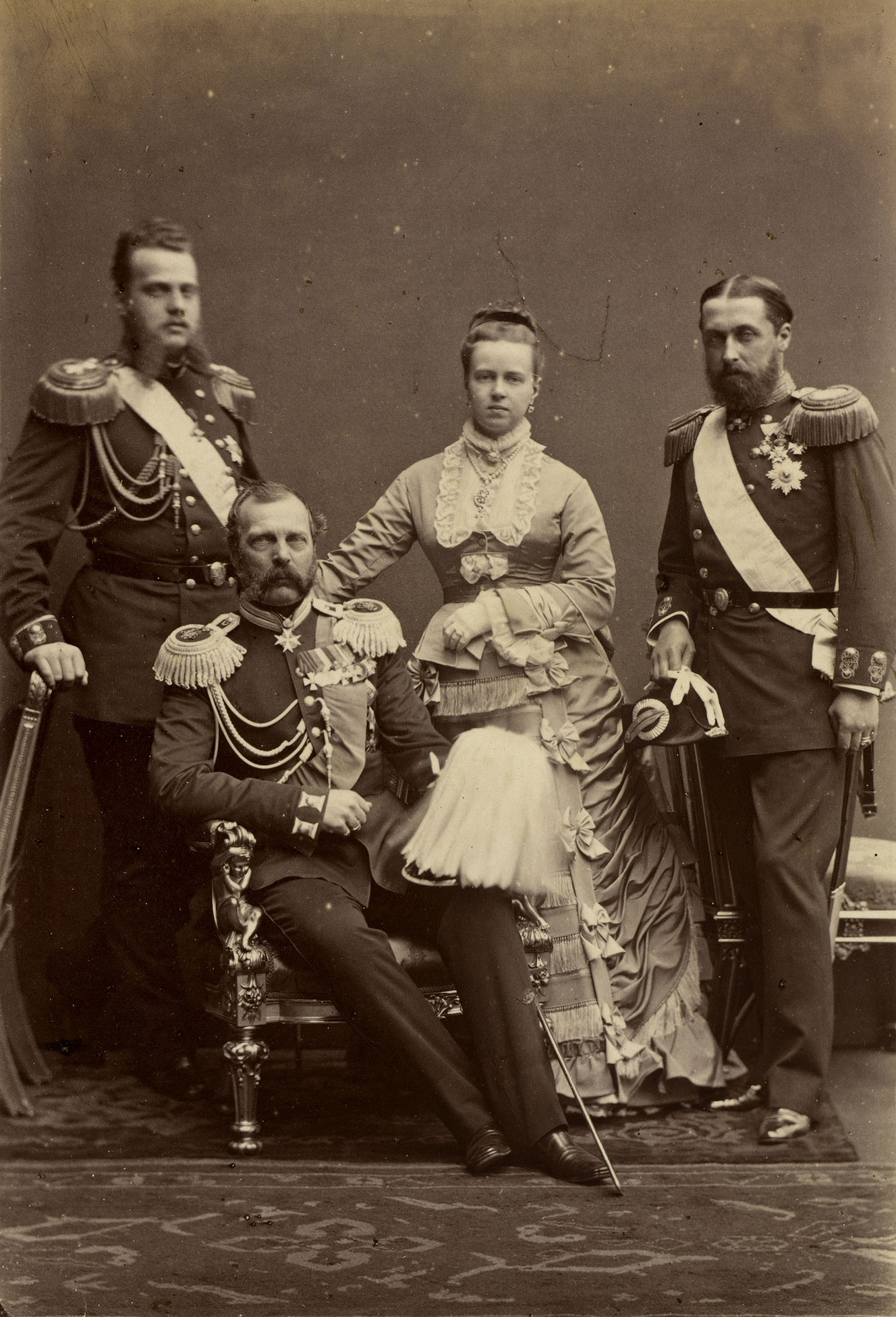
Marele Duce Alexei, Țarul Alexandru al II-lea, Marea Ducesă Maria Alexandrovna și Prințul Alfred, Duce de Edinburgh, mai 1874

Ducele și Ducesa de Edinburgh au ajuns în Anglia la 7 martie 1874. Orașul Windsor a fost decorat în cinstea lor cu steagurile celor două țări și Maria a fost bine primită de mulțime. Regina Victoria s-a întâlnit cu ei și a notat în jurnal: "Am primit-o pe draga Maria în brațele mele și am sărutat-o cu căldură de câteva ori. Am fost destul de nervoasă și agitată, atât de lungă a fost așteptarea. Draga Marie este foarte prietenoasă, are un chip plăcut, pielea frumoasa și ochi luminoși... Ea vorbește engleză minunat de bine". Regina a mai menționat de asemenea că Marie "nu avea nici un pic de frică de Affie și sper că va avea cea mai bună influență asupra lui".
Ducele și Ducesa de Edinburgh și-au făcut apariția în public la Londra la 12 martie. Alfred și Maria s-au mutat la Casa Clarence din Londra, care a fost principala lor reședință din Anglia. În plus ei mai mai aveau un conac la țară, Eastwell Park, o mare moșie de 2.500 de acri în apropiere de Ashford în Kent, unde Ducele participa la partide de tragere. Pentru a alina dorul de casă al fiicei lor, Țarul și fiul său Alexei au mers în vizită în Anglia în mai 1874.
Maria a ajuns în Anglia cu intenția de a avea o viață plină de succes în noua ei țară, însă a avut dificultăți să se adapteze la curtea britanică. Pentru ea, clima era detestabilă, iar mâncarea dulce. A găsit Casa Clarence, reședința ei din Londra, "sumbră". Ea a descris Londra ca "un loc imposibil, unde oamenii sunt nebuni după plăcere" și inferioară comparativ cu străzile largi, domurile de aur și palatele magnifice ale Sankt Petersburgului. În ochii ei, Palatul Buckingham și Castelul Windsor nu puteau concura cu splendorile Palatului de Iarnă. Vizitele constante la soacra sa la Castelul Windsor și Osborne în Isle Wight erau plictisitoare. Compania reginei era opresivă, nopțile târzii erau obositoare iar soțul ei era un crai. Dintre cumnații ei, s-a apropiat de cei doi mai mici: Prințul Leopold și Prințesa Beatrice. Mândră de inteligența ei, ea o considera pe Alexandra, Prințesă de Wales, neghioabă.
Când a vizitat Scoția, Maria Alexandrovna a înghețat în dormitorul ei neîncălzit de la Castelul Balmoral și a ordonat să fie aprins un foc. Când a ieșit afară, regina Victoria a intrat în cameră și a ordonat unei servitoare să arunce apă pe foc și să deschidă toate ferestrele. Ducesa a spus că ea ar putea trăi la fel de bine pe un iceberg decât într-o casă britanic în timpul iernii. Curând a început să scrie scrisori acasă, tatălui ei, descriind-o pe regina Victoria "o bătrână cu o încăpățânare prostească". Dezamăgită de Marea Britanie și de viața dificilă cu soacra ei, Ducesei de Edinburgh îi era din ce în ce mai dor de Rusia și era fericită pentru orice scuză pentru a reveni în țara natală. Britanicii o considerau dură și masculină în maniere. Atitudinea ei imperioasă față de slujitori și sfidarea ei față de convențiile englezești fumând în public au făcut-o nepopulară.  Era foarte clar însă că nu-i păsa ce credeau oamenii.

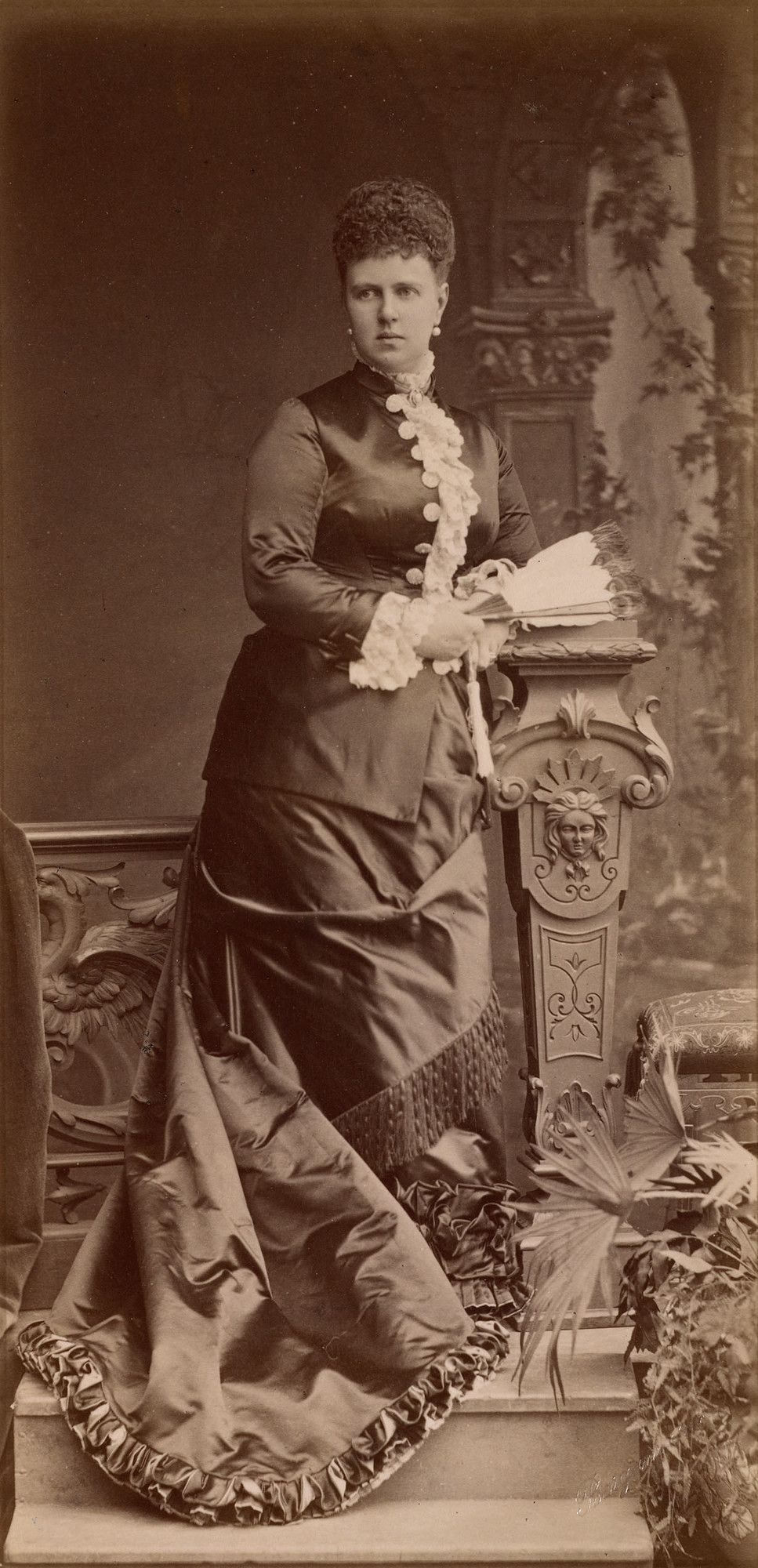
Ducesa de Edinburgh

Ducesa s-a certat de multe ori cu soacra ei asupra modului în care ea ar trebui să se poarte la curte. Ca singura fiică a Țarului, Maria Alexandrovna avea precedență asupra tuturor Marilor Ducese ale Rusiei. Prin urmare, era profund ofensată de necesitatea de a-i acorda prioritate în Anglia Prințesei de Wales. De la naștere, Maria Alexandrovna a purtat titlul de Înălțime Imperială; odată ce s-a căsătorit ea a devenit doar Alteță Regală. Ducesa de Edinburgh a avut deosebită plăcere de a-și expune magnificele ei bijuterii. Prințesele britanice erau în mod clar geloase pe diamantele ei, inclusiv regina Victoria. Meriel Buchanan, fiica ultimului ambasador britanic în Rusia Imperială descrie următoarea scenă: "Regina a comparat tiara Ducesei cu cele ale propriilor fiice, ridicând din umeri ca o pasăre a cărei penaj a fost ciufulit, cu colțurile gurii trase în jos și cu o expresie pe care cei care au cunoscut-o au învățat să se teamă".
Ducele și Ducesa de Edinburgh au început repede să-și întemeieze o familie. La doar nouă luni de la nuntă, Ducesa a născut un fiu, micul Alfred, născut la Palatul Buckingham la 15 octombrie 1874. Țarina a venit la Londra să-și viziteze fiica și să-și vadă nepotul.
În anii care au urmat, familia s-a mărit. O fiică s-a născut la 29 octombrie 1875 la Eastwell Park. A fost numită Marie, după mama și bunica ei. Maria a șocat societatea britanică îngrijindu-și copii ea însăși. Vacanțele de vară și le petreceau la Osborne iar toamna și Crăciunul la Eastwell Park. În timp ce era la Malta însoțindu-și soțul, care staționa acolo ca ofițer al marinei britanice, Maria Alexandrovna a născut a doua fiică, Victoria Melita, la 25 noiembrie 1876. După întoarcerea lor din Malta, în 1877, Rusia a intrat în război cu Turcia, încercând să câștige controlul în Balcani.
Regina Victoria a trimis țarul Alexandru al II-lea o serie de telegrame agresive care aproape a dus la o stare de război între cele două țări. Ducesa a fost profund șocată de ostilitatea soacrei față de țara ei și față de tatăl ei, în special. Relația dintre Ducesa de Edinburgh și soacra ei s-a deteriorat. Maria Alexandrovna a devenit anglofobă.
Ducele de Edinburgh era moștenitorul unchiului său fără copii, Ernest al II-lea, Duce de Saxa-Coburg, fratele mai mare al Prințului Albert. După Războiul ruso-turc din 1877-1878, Maria Alexandrovna a locuit la Coburg, soțul ei așteptând să-i succeadă unchiului său. În timp ce era în Germania, s-a născut a treia fiică, Alexandra, la 1 septembrie 1878, la Castelul Rosenau din Coburg. La 13 octombrie 1879 Ducesa a născut prematur un fiu care a murit la naștere. La 17 februarie 1880, Maria s-a întors în Rusia pentru aniversarea a 25 de ani de la încoronarea tatălui ei. În acea zi, radicalii au încercat să-l asasineze pe Țar și pe întreaga familie imperială. O bombă teroristă a demolat sala de mese și camera de gardă a Palatului de Iarnă. Maria Alexandrovna s-a întors în Rusia din nou în iunie 1880, pentru a fi alături de mama ei care era pe moarte. Când tatăl ei a fost ucis de o bombă teroristă ea era la Casa Clarence din Anglia. Maria Alexandrovna a participat la funerariile tatălui ei în martie 1881.
Ducele și Ducesa de Edinburgh au fost prezenți la încoronarea fratelui ei, Țarul Alexandru al III-lea, la Moscova, în mai 1883. Familia era completată de nașterea celei de-a patra fiice, Prințesa Beatrice, născută la Eastwell la 20 aprilie 1884. Așteptându-se să moștenească Ducatul de Saxa-Coburg și Gotha, Ducesa a dorit construirea unui palat pentru familia ei la Coburg. Camerele cuplului regal erau la etajul al doilea în timp ce dormitoarele celor patru prințese erau la etajul al treilea.
În octombrie 1886 familia s-a stabilit în Malta, unde Ducele a fost numit comandant șef al flotei britanice, având sediul în Malta. Pentru următorii trei ani, familia a petrecut fiecare iarnă la palatul San Anton din Malta. Viața pe insulă era neincitantă pentru Ducesa de Edinburgh însă a fost un răgaz binevenit față de viața în Anglia. În timp ce era în Malta, ducesa s-a dovedit a fi o excelentă gazdă pentru ofițerii de marină și soțiile lor. În 1887, cuplul a revenit pentru scurt timp la Londra pentru a participa la Jubileu de Aur al reginei Victoria. Cariera soțului ei în marina britanică și multiplele lor relații la curțile europene i-au permis Mariei Alexadrovna să călătorească extensiv, ceva ce ea a făcut cu adevărată plăcere. A vizitat cele mai multe țări europene, inclusiv Spania, Italia, Țările de Jos, Grecia, și chiar Muntenegru, făcând excursii anuale în Germania, Anglia și Rusia.

## Ducesă de Saxa-Coburg și Gotha

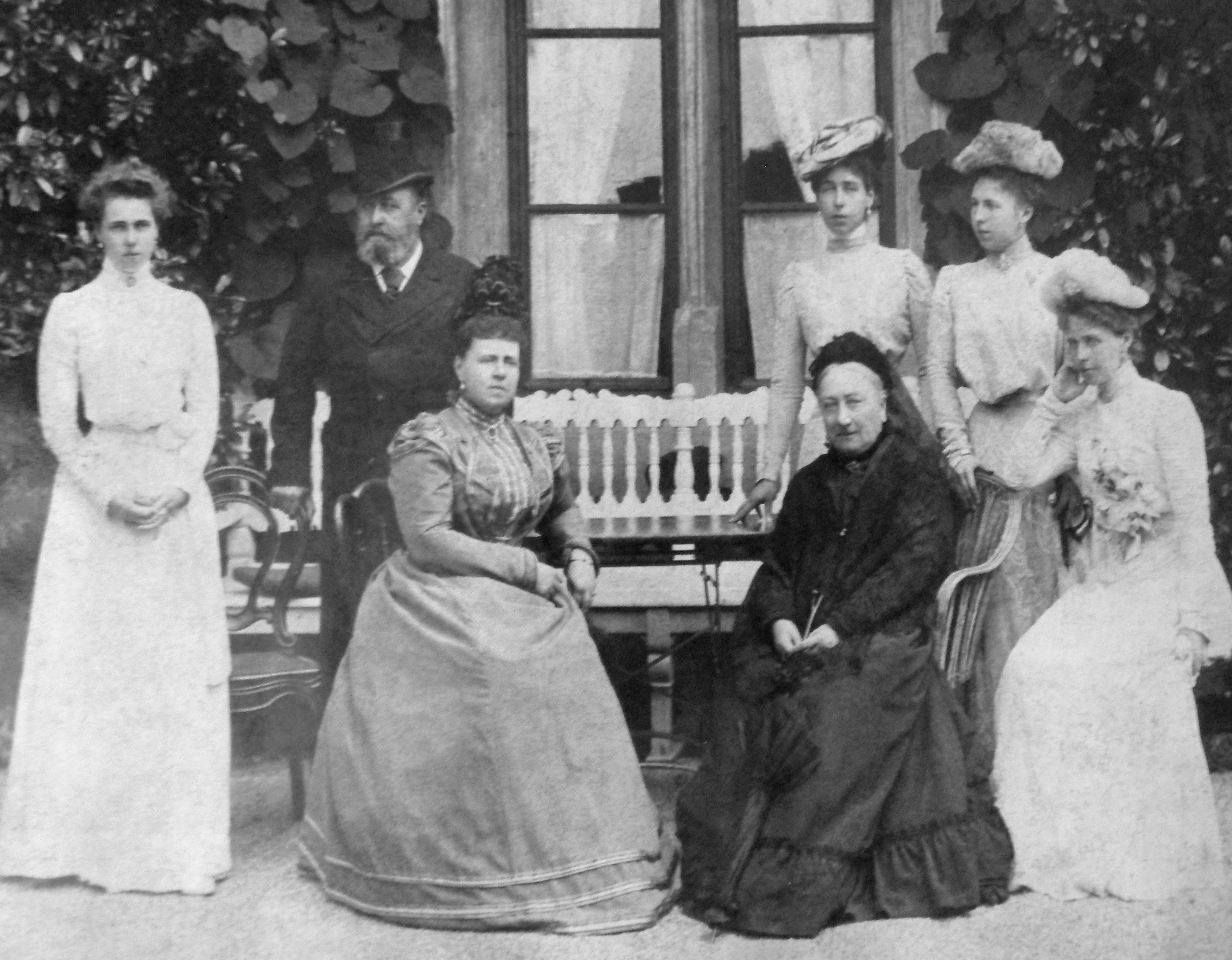
Ducele și Ducesa de Saxa-Coburg și Gotha cu familia. De la stânga la dreapta: Prințesa Beatrice, Alfred Duce de Saxa-Coburg Gotha, Ducesa Maria, Ducesa Alexandrine, Prințesa Victoria, Prințesa Alexandra și Prințesa Marie, la Rosenau.

În martie 1887 familia s-a mutat la Coburg. Principala lor reședință era Palatul Edinburgh, unde Ducesa avea curtea. Soțul ei era ocupat cu treburile marine care îi ocupau cea mai mare parte a timpului. Responsabilitatea pentru educarea celor cinci copii ai cuplului a căzut pe umerii Ducesei. Ea a fost o mamă strictă însă devotată care s-a asigurat că este cea mai importantă persoană din viața copiilor. Între august 1890 și iunie 1893, Ducele s-a stabilit la baza navală Devonport. Maria Alexandrovna a făcut vizte rare la Devonport împreună cu copii.
Odată cu trecerea anilor, Alfred și Maria au început să trăiască separat. Ei aveau puține în comun în afară de pasiunea pentru muzică și copii lor. El era rezervat, taciturn, cu toane, țâfnos și mare bețiv. La mijlocul anilor 1880 a devenit alcoolic. Ducele era descris ca fiind "nepoliticos, supărăcios, încăpățânat, lipsit de scrupule, risipitor și infidel". Ducesa a respins atitudinea soțului ei însă a rămas căsătorită, ascunzând mariajul nefericit în fața copiilor. mai târziu s-a confesat uneia dintre fiice că a simțit că nu a fost niciodată mai mult decât soția legitimă a soțului ei. Ducele spera ca fiica sa cea mare, Marie, să se căsătorească cu nepotul său George, viitorul rege George al V-lea. Totuși Ducesa era hotărâta ca fiica ei să evite greșeala ei și a măritat-o cu Prințul Moștenitor Ferdinand al României la 10 ianuarie 1893.

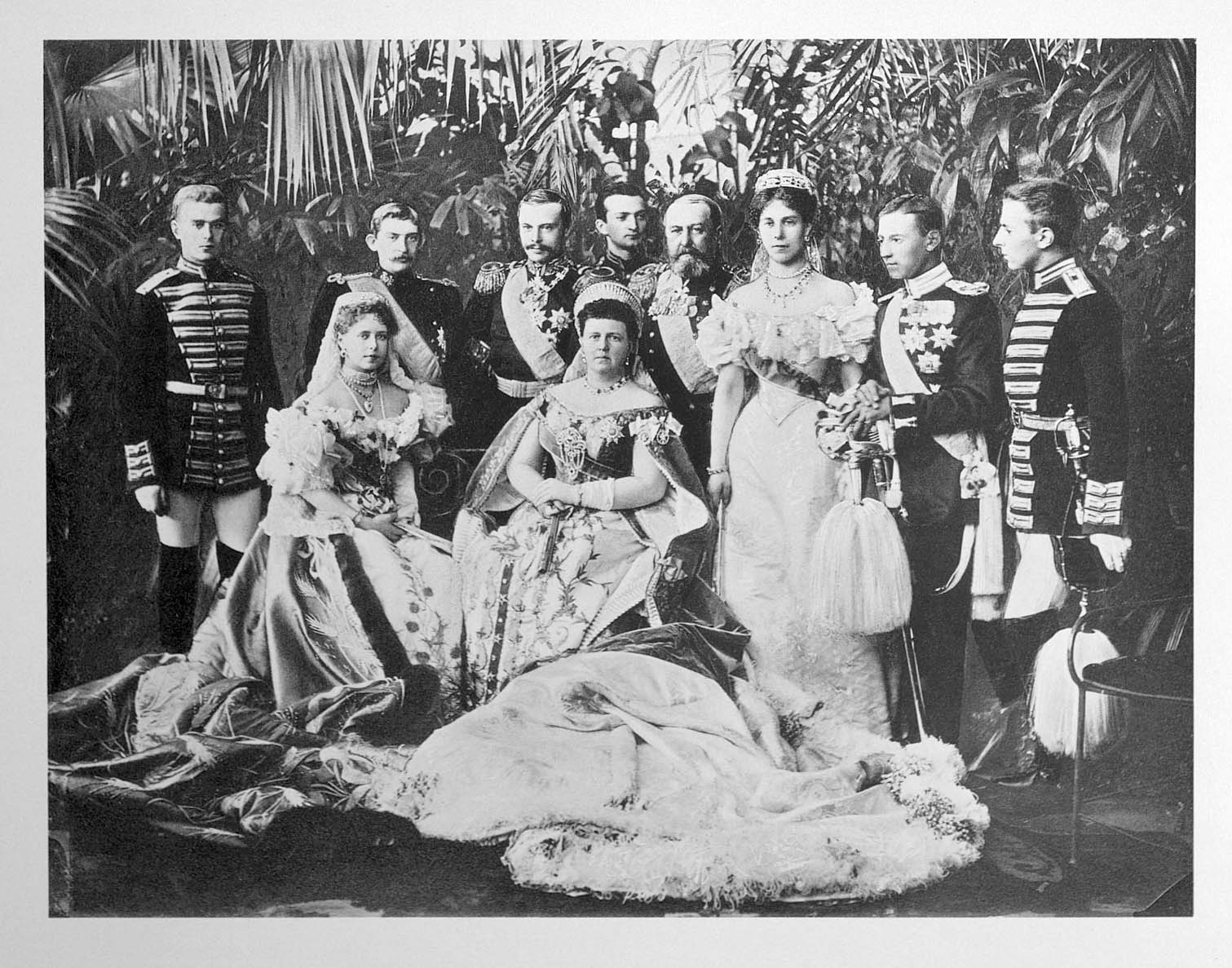
Marea Ducesă Maria Alexandrovna împreună cu soțul, cei trei copii mai mari și doi gineri.

La moartea unchiului ei, Ernst al II-lea, Duce de Saxa-Coburg și Gotha la 22 august 1893, Ducatul a revenit Ducelui de Edinburgh devreme ce fratele său mai mare Prințul de Wales renunțase la drepturile sale la succesiune. Odată cu ascensiunea soțului ei la conducerea Ducatului, Marea Ducesă Maria Alexandrovna a devenit Ducesa de Saxa-Coburg și Gotha, acest titlu adăugându-se celui de Ducesă de Edinburgh.
Ducesa a redecorat castelele mobilate prost, și, de asemenea, a făcut lucrări de caritate, deschizând o unitate pentru persoane bolnave mintal, unitate care a purtat numele ei. Pasiunile ei erau opera și teatrul, pe care ea le-a sprijinit atât în Coburg cât și în Gotha. Ducesa a fost de asemenea un cititor pasionat.
A doua fiică a cuplului, Victoria Melita, s-a căsătorit cu Ernest Louis, Mare Duce de Hesse la 19 aprilie 1894. Inițial Ducesa s-a împotrivit căsătoriei, Ernest fiind apropiat de bunica maternă, regina Victoria, care a ajuns la Coburg împreună cu alte rude regale pentru nuntă. În noiembrie 1894, fratele Mariei, Țarul Alexandru al III-lea, a murit de nefrită la vârsta de 49 de ani, lăsându-l pe tron pe fiul său de 26 de ani, Nicolae al II-lea. Alfred și Maria au mers în Rusia, ajungând chiar înaintea decesului Țarului Alexandru. Au locuit la Sankt Petersburg  pentru nunta lui Nicolae cu logonica sa, Prințesa Alix de Hesse-Darmstadt, fiica cea mică a surorii lui Alfred, Prințesa Alice.
În ciuda obiecțiilor soțului ei, Ducesa a atanjat căsătoria celei de-a treia fiice, Alexandra, în septembrie 1895, cu Prințul Ernest de Hohenlohe-Langenburg, un nepot al surorii vitrege al reginei Victoria, Feodora. El era atașat militar la ambasada germană la Londra. Principala preocupare a Ducesei era singurul ei fiu, Alfred, care avea o carieră schimbătoare în armata germană. La 15 octombrie 1895 el a devenit major însă avea deja o sănătate precară. Nunta Alexandrei a avit loc la Coburg în aprilie 1896 și luna următoare, Maria Alexandrovna a călătorit în Rusia cu soțul și patru dintre copii ei la încoronarea Țarului Nicolae al II-lea. În iunie 1897, Ducesa și soțul ei s-au întors la Londra pentru a lua parte la Jubileu de Diamant a reginei Victoria. La acel moment relația cuplului era deja deteriorată. Maria Alexandrovna încerca disperată să găsească un subiect de conversație cu dificilul ei soț, care ura interesul ei pentru literatură și teatru, în timp ce ea găsea pasiunea lui pentru politică și de vânătoare "plictisitoare". Ducesa a fost ușurată când soțul ei a plecat. Ea i-a scris fiicei celei mari "dacă ai ști cât de ușoară și și confortabilă este viața fără el". Prin 1898, starea de sănătate a Ducelui s-a deteriorat, exacerbată de grelele lui beții.

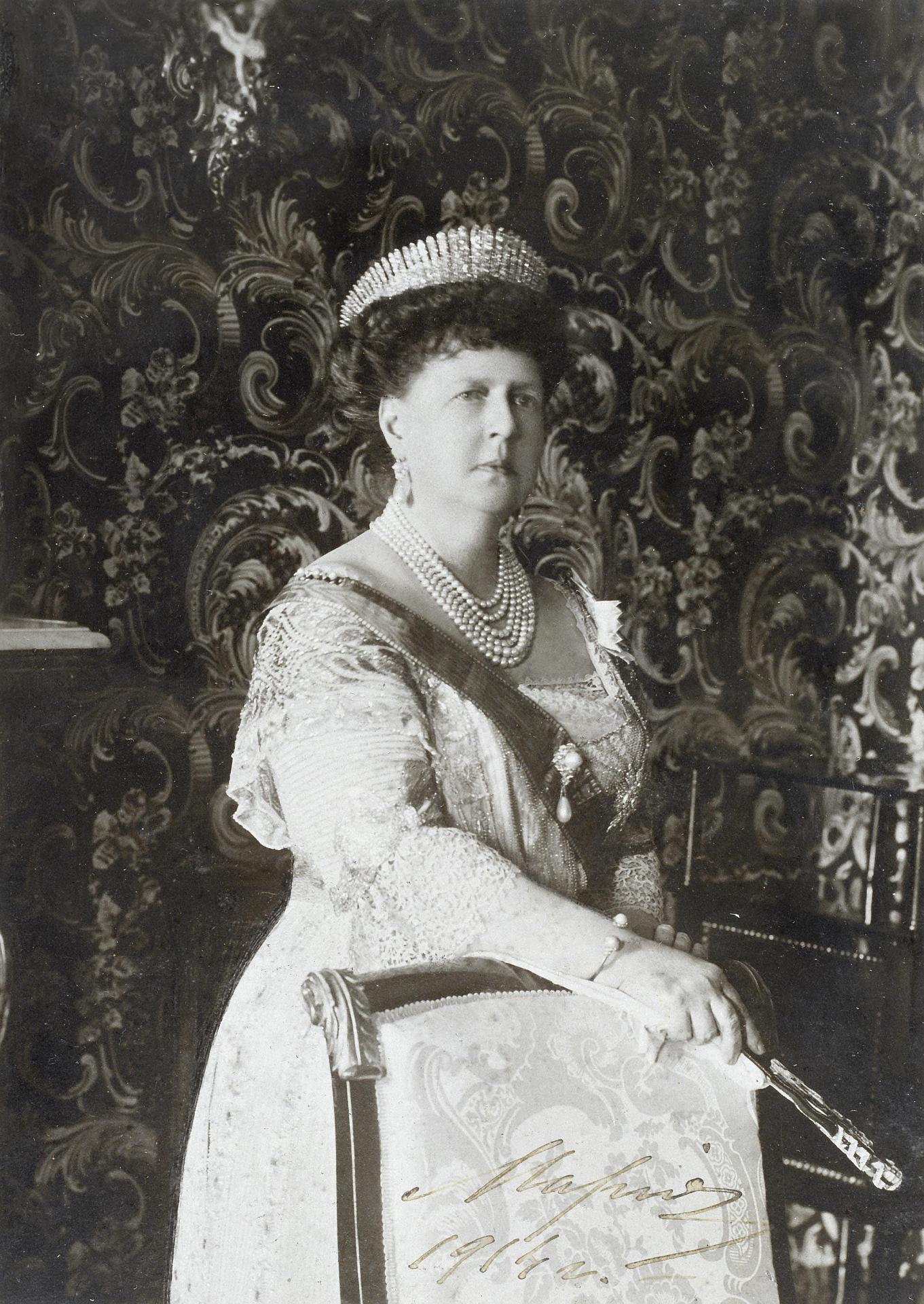
Maria Alexandrovna în 1914.

Primul copil al cuplului, fiul Alfred, Prinț moștenitor de Saxa-Coburg și Gotha a fost implicat într-un scandal; la cea de-a 25-a aniversare a părinților săi prințul s-a împușcat în ianuarie 1899. A supraviețuit, părinții l-au trimis la Meran pentru a se recupera, însă două săptămâni mai târziu, la 6 februarie, prințul a murit. Ducele a fost șocat de moartea fiului său. Această tragedie a îndepărtat cuplul și mai mult, Alfred dând vina pe soția sa, care a fost responsabilă pentru educația tânărului Alfred. Odată cu moartea tânărului Alfred, moștenitorul Ducatului de Saxa-Coburg și Gotha a devenit nepotul lui Alfred, Charles Edward, Duce de Albany, care venit în Germania pentru a fi educat acolo. Succesiunea ducatului a fost complicată de știrea că Alfred însuși era bolnav de cancer la gât, prea avansat pentru orice tratament. La 30 iulie 1900 el a murit în somn la Castelul Rosenau, districtul Coburg. Maria Alexandrovna era alături de el împreună cu fiicele lor: Victoria Melita, Alexandra și Beatrice. Ducatul a fost moștenit de Charles Edward, care avea 16 ani. În timpul minoratului său, regența a fost asigurată timp de cinci ani de ginerele Mariei, Ernest de Hohenlohe-Langenburg.
Maria Alexandrovna avea 46 de ani când a devenit văduvă. După moartea soțului ei ea a locuit, pentru un timp, în Anglia. Ea se afla la Osborne în timpul zilelor finale ale soacrei ei, regina Victoria. Maria Alexandrovna a păstrat Palatul Edinburgh ca reședința sa din Coburg și Schloss Friedentein în Gotha. Schloss Rosenau i-a servit ca reședință la țară. Totuși, cea mai mare parte a timpului a petrecut-o la casa sa din Tegernsee, în apropiere de Munchen. Reședința de iarnă era Château de Fabron, în apropiere de Nice, Franța. Întreținerea a cinci reședințe a pus presiune pe finanțele ei.
Deși a fost criticată de fiicele ei, ea le-a susținut în timpul crizelor lor personale. În 1901, cea de-a doua fiica,  Victoria Melita, a divorțat și a venit să locuiască cu ea. La 25 septembrie 1905, Victoria Melita s-a căsătorit cu verișorul ei primar, Marele Duce Kiril Vladimirovici al Rusiei. Relația dintre Ducesă și nepotul ei, Țarul Nicolae al II-lea, s-a deteriorat din cauza opunerii Țarului la a doua căsătorie a Victoriei Melita și la relația dintre Prințesa Beatrice și fratele mai mic al Țarului, Marele Duce Mihail Alexandrovici, deoarece erau veri primari.
Relația cu noul Duce de Saxa-Coburg și Gotha a fost inițial tensionată, însă s-a îmbunătățit după ce Charles Edward a susținut căsătoria sintre fiica cea mică a Mariei Alexandrovna, Prințesa Beatrice cu Alfonso de Orleans y Borbón, Infante al Spaniei la 15 iulie  1909. În anii următori, Marea Ducesă a continuat să facă călătorii dese în Rusia natală, pentru a sta cu fiica ei, Victoria Melita, Mare Ducesă a Rusiei. Ultima călătorie a avut loc în mai 1914.
La izbucnirea Primului Război Mondial, Maria Alexandrovna era la Coburg, după ce se întorsese dintr-o vizită la George al V-lea la Palatul Buckingham. Simpatiile ei erau divizate, însă s-a situat de partea Germaniei împotriva Rusiei natale. Familia din Coburg s-a confruntat cu ostilitate intensă în timpul războiului pentru conexiunile lor britanice și rusești. Pentru a evita complicațiile, Maria Alexandrovna s-a retras din Coburg la Tegernsee în Bavaria. Multe dintre rudele Ducesei au fost ucise în timpul Revoluției ruse, inclusiv singurul frate care mai era în viață, Marele Duce Paul, nepotul ei Țarul Nicolae al II-lea și familia sa. În urma războiului, Ducesa a pierdut marea ei avere, cea mai mare partea a acesteia fiind în Rusia. Venitul ei britanic era mic, așa că a fost forțată să vândă o mare parte din colecția ei de bijuterii.
La Zürich, Maria Alexandrovna s-a reunit cu cele două fiice mai mari, Maria, regină a României și Victoria Melita, Mare Ducesă a Rusiei aflată în exil. În iulie 1920, ea a scris: "Sunt complet dezgustată de stadiul actual al lumii și omenirii, în general ... Au distrus și ruinat draga mea Rusie, mult iubita mea Germanie". Figura ei, mereu durdulie s-a subțiat și mâinile au început să-i tremure. La opt zile după ce a împlinit 67 de ani, la 25 octombrie 1920, singurul copil al Țarului Alexandru al II-lea care a supraviețuit Revoluției, a murit în somn de un atac de cord.  A fost înmormântată la mausoleul Glockenberg în Coburg lângă soțul și fiul lor.

## Copii
- Alfred, Prinț de Saxa-Coburg și Gotha (15 octombrie 1874 - 6 februarie 1899)
- Maria, regină a României (29 octombrie 1875 - 18 iulie 1938)
- Victoria, Mare Ducesă a Rusiei (25 noiembrie 1876 - 2 martie 1936)
- Alexandra, Prințesă de Hohenlohe-Langenburg (1 septembrie 1878 - 16 aprilie 1942)
- Prințesa Beatrice, Ducesă de Galliera (20 april 1884 - 13 iulie 1966)